# Cuvin, Serbia
Cuvin (sârbă Kovin, cu alfabetul chirilic: Ковин, maghiară Kevevára, mai demult Temeskubin, germană Kubin, altă variantă în română Cubin) este un oraș situat în partea de nord-est a Serbiei, în Voivodina, în Districtul Banatul de Sud, la 3 km nord de Dunăre. Este reședința comunei Cuvin. La recensământul din 2002 localitatea avea 14250 locuitori. Dintre aceștia 418 sunt de etnie română (2,93%). Port fluvial. Biserica ortodoxă românească din localitate are hramul „Sf. Ilie“ și a fost înălțată în 1904.

## Personalități
- Aurel Guga (1898 - 1936), fotbalist român;
- Elena Petrovici Radivoi (1908 - 2002), folcloristă română;
- Zoltán Dani (n. 1956), colonel în armata iugoslavă.